# Ranheim Fotball 2019
Questa voce raccoglie le informazioni riguardanti il Ranheim Fotball nelle competizioni ufficiali della stagione 2019.

## Stagione
Il Ranheim ha chiuso il campionato 2019 al 16º posto finale, retrocedendo pertanto in 1. divisjon dopo due stagioni nella massima serie norvegese. L'avventura nel Norgesmesterskapet si è chiusa invece in semifinale, quando la squadra è stata eliminata dal Viking.
Il calciatore maggiormente utilizzato in stagione è stato Eirik Valla Dønnem che, tra campionato e coppa, ha totalizzato 35 presenze. Michael Karlsen e Mads Reginiussen sono stati invece i migliori marcatori, realizzando 8 reti ciascuno tra tutte le competizioni.

## Maglie e sponsor
Lo sponsor tecnico per la stagione 2019 è stato Umbro, mentre lo sponsor ufficiale è stato SpareBank 1. La divisa casalinga era costituita da una maglietta blu con rifiniture bianche, pantaloncini bianchi e calzettoni blu. Quella da trasferta era invece costituita da una maglietta bianca, con pantaloncini blu e calzettoni bianchi. La terza divisa era completamente rossa, con rifiniture bianche.
| Casa | Trasferta | Terza divisa |

## Rosa
| N. |                     | Ruolo | Calciatore           |
| -- | ------------------- | ----- | -------------------- |
| 1  | Norvegia (bandiera) | P     | Even Barli           |
| 2  | Norvegia (bandiera) | D     | Jørgen Olsen Øveraas |
| 3  | Norvegia (bandiera) | D     | Daniel Kvande        |
| 4  | Norvegia (bandiera) | D     | Ivar Furu            |
| 5  | Norvegia (bandiera) | D     | Øyvind Alseth        |
| 6  | Norvegia (bandiera) | C     | Magnus Blakstad      |
| 7  | Norvegia (bandiera) | C     | Mads Reginiussen     |
| 8  | Norvegia (bandiera) | C     | Magnus Stamnestrø    |
| 9  | Norvegia (bandiera) | A     | Michael Karlsen      |
| 10 | Norvegia (bandiera) | A     | Øyvind Storflor      |
| 11 | Norvegia (bandiera) | C     | Eirik Valla Dønnem   |
| 12 | Norvegia (bandiera) | P     | Magnus Lenes         |
| 13 | Norvegia (bandiera) | A     | Joachim Olufsen      |

| N. |                     | Ruolo | Calciatore           |
| -- | ------------------- | ----- | -------------------- |
| 14 | Norvegia (bandiera) | C     | Vegard Erlien        |
| 15 | Norvegia (bandiera) | D     | Erik Tønne           |
| 16 | Norvegia (bandiera) | C     | Olaus Skarsem        |
| 17 | Norvegia (bandiera) | C     | Sondre Sørløkk       |
| 18 | Norvegia (bandiera) | A     | Ivar Sollie Rønning  |
| 19 | Norvegia (bandiera) | D     | Glenn Walker         |
| 21 | Norvegia (bandiera) | D     | Torbjørn Heggem      |
| 22 | Norvegia (bandiera) | A     | Erlend Tolnes Sørhøy |
| 23 | Spagna (bandiera)   | C     | Adrià Mateo López    |
| 24 | Norvegia (bandiera) | D     | Aleksander Foosnæs   |
| 25 | Norvegia (bandiera) | A     | Mushaga Bakenga      |
| 26 | Norvegia (bandiera) | A     | Ola Solbakken        |
| 36 | Norvegia (bandiera) | C     | Sander Saugestad     |

## Risultati

### Eliteserien

#### Girone di andata
| Arbitro: | Kjensli (Oslo) |

|           |           |                               |
| López 19’ | Marcatori | 69’ Ingebrigtsen 90’ Valakari |

| Arbitro: | Hansen (Feda) |

|                      |           |                  |
| Lehne Olsen 15’, 61’ | Marcatori | 50’ Valla Dønnem |

| Arbitro: | Kjensli (Oslo) |

|  |           |                         |
|  | Marcatori | 88’ Samuelsen 90’ Wadji |

| Kristiansund 22 aprile 2019, ore 18:00 4ª giornata | Kristiansund BK | 0 – 0 referto | Ranheim | Kristiansund Stadion (4.037 spett.)\| Arbitro: \| Døvle (Larvik) \| |
| Arbitro:                                           | Døvle (Larvik)  |               |         |                                                                     |

| Arbitro: | Saggi (Drammen) |

|                                                            |           |                                  |
| Reginiussen 9’ Solbakken 52’, 90’ Storflor 74’ Karlsen 90’ | Marcatori | 51’ Ibrahimaj 66’ (rig.) Høiland |

| Arbitro: | Kjensli (Oslo) |

|  |           |                 |
|  | Marcatori | 56’ Reginiussen |

| Arbitro: | Hagenes (Flaktveit) |

|                    |           |                                               |
| Karlsen 58’ (rig.) | Marcatori | 53’ Vilhjálmsson 54’, 64’ Vega 73’, 90’ Ejuke |

| Arbitro: | Saggi (Drammen) |

|             |           |  |
| Rashani 78’ | Marcatori |  |

| Arbitro: | Smehus Kringstad |

|            |           |                                                |
| Bateau 59’ | Marcatori | 45’ Sollie Rønning 51’ Reginiussen 74’ Skarsem |

| Arbitro: | Hobber Nilsen (Oslo) |

|             |           |  |
| Karlsen 10’ | Marcatori |  |

| Arbitro: | Eskås (Oslo) |

|                               |           |  |
| Wolff Eikrem 17’ Knudtzon 66’ | Marcatori |  |

| Arbitro: | Døvle (Larvik) |

|             |           |            |
| Karlsen 29’ | Marcatori | 15’ Jansen |

| Bekkestua 30 giugno 2019, ore 18:00 13ª giornata | Stabæk       | 0 – 0 referto | Ranheim | Nadderud Stadion (3.256 spett.)\| Arbitro: \| Hagen (Grue) \| |
| Arbitro:                                         | Hagen (Grue) |               |         |                                                               |

| Arbitro: | Moen (Haugesund) |

|                                               |           |                                          |
| Eggen Hedenstad 44’ (aut.) Sollie Rønning 86’ | Marcatori | 27’ Adegbenro 51’ Akintola 88’ Søderlund |

| Arbitro: | Skjerven (Kaupanger) |

|                                                   |           |                 |
| Layouni 24’, 67’ Herrem 83’, 86’ Zinckernagel 90’ | Marcatori | 78’ Reginiussen |

#### Girone di ritorno
| Arbitro: | Smehus Kringstad |

|  |           |                                           |
|  | Marcatori | 30’ Bamba 45’ (rig.) Wormgoor 90’ Koomson |

| Arbitro: | Saggi (Drammen) |

|  |           |                  |
|  | Marcatori | 75’ Valla Dønnem |

| Arbitro: | Hobber Nilsen (Oslo) |

|                         |           |                             |
| Tønne 28’ Solbakken 71’ | Marcatori | 7’, 48’ James 36’ Ellingsen |

| Arbitro: | Hansen (Feda) |

|                     |           |                           |
| Thorstvedt 48’, 58’ | Marcatori | 84’ Solbakken 87’ Bakenga |

| Arbitro: | Kjensli (Oslo) |

|                  |           |                           |
| Tønne 64’ (rig.) | Marcatori | 77’ Pellegrino 90’ Psyché |

| Arbitro: | Hobber Nilsen (Oslo) |

|          |           |  |
| Mawa 56’ | Marcatori |  |

| Arbitro: | Hagen (Grue) |

|                    |           |              |
| Bakenga 28’ (rig.) | Marcatori | 90’ J. Hauge |

| Arbitro: | Hansen (Feda) |

|           |           |            |
| Finne 62’ | Marcatori | 86’ Erlien |

| Arbitro: | Steen (Bergen) |

|  |           |                         |
|  | Marcatori | 29’ Larsen 60’ Ødegaard |

| Arbitro: | Hagen (Grue) |

|                                              |           |            |
| Kvande 9’ Olsen Øveraas 34’ Karlsen 84’, 86’ | Marcatori | 30’ Børven |

| Arbitro: | Hagenes (Flaktveit) |

|                                                    |           |                                  |
| Pirinen 23’ Valakari 44’ Andersen 49’ Espejord 55’ | Marcatori | 45’ Foosnæs 67’ (aut.) Gundersen |

| Arbitro: | Saggi (Drammen) |

|  |           |                              |
|  | Marcatori | 62’ Amankwah 78’ (aut.) Furu |

| Arbitro: | Moen (Haugesund) |

|                                                       |           |            |
| Brochmann 31’ (rig.) Gauseth 66’ Solholm Johansen 71’ | Marcatori | 25’ Erlien |

| Arbitro: | Hagen (Grue) |

|                           |           |                     |
| López 60’ Reginiussen 69’ | Marcatori | 50’ (rig.) Pedersen |

| Arbitro: | Døvle (Larvik) |

|                                |           |                        |
| Hovland 58’, 76’ Adegbenro 81’ | Marcatori | 21’ Alseth 77’ Karlsen |

### Norgesmesterskapet
| Arbitro: | Eggen |

|            |           |                                                  |
| Rotlid 18’ | Marcatori | 22’ Skarsem 35’ (rig.) Kvande 90’ Sollie Rønning |

| Arbitro: | Følstad Skarsem (Trondheim) |

|  |           |                                          |
|  | Marcatori | 29’ Heggem 85’ Sollie Rønning 90’ Walker |

| Arbitro: | Hauge (Bergen) |

|  |           |                                              |
|  | Marcatori | 17’ (rig.) Tønne 70’ Reginiussen 72’ Sørløkk |

| Arbitro: | Kjensli (Oslo) |

|                                                 |           |  |
| Blakstad 12’, 65’ Reginiussen 50’ Solbakken 59’ | Marcatori |  |

| Arbitro: | Smehus Kringstad (Oslo) |

|                                         |           |  |
| Karlsen 41’ Reginiussen 43’ Skarsem 61’ | Marcatori |  |

| Arbitro: | Døvle (Larvik) |

|                                         |           |  |
| Thorstvedt 8’ Ibrahimaj 38’ Källman 52’ | Marcatori |  |

## Statistiche

### Statistiche di squadra
| Competizione       | Punti | In casa | In casa | In casa | In casa | In casa | In casa | In trasferta | In trasferta | In trasferta | In trasferta | In trasferta | In trasferta | Totale | Totale | Totale | Totale | Totale | Totale | DR  |
| Competizione       | Punti | G       | V       | N       | P       | Gf      | Gs      | G            | V            | N            | P            | Gf           | Gs           | G      | V      | N      | P      | Gf     | Gs     | DR  |
| ------------------ | ----- | ------- | ------- | ------- | ------- | ------- | ------- | ------------ | ------------ | ------------ | ------------ | ------------ | ------------ | ------ | ------ | ------ | ------ | ------ | ------ | --- |
| Eliteserien        | 27    | 15      | 4       | 2       | 9       | 21      | 30      | 15           | 3            | 4            | 8            | 15           | 25           | 30     | 7      | 6      | 17     | 36     | 55     | -19 |
| Norgesmesterskapet | -     | 2       | 2       | 0       | 0       | 7       | 0       | 4            | 3            | 0            | 1            | 9            | 4            | 6      | 5      | 0      | 1      | 16     | 4      | +12 |
| Totale             | -     | 17      | 6       | 2       | 9       | 28      | 30      | 19           | 6            | 4            | 9            | 24           | 29           | 36     | 12     | 6      | 18     | 52     | 59     | -7  |

### Andamento in campionato
| Giornata  | 1  | 2  | 3  | 4  | 5  | 6 | 7  | 8  | 9 | 10 | 11 | 12 | 13 | 14 | 15 | 16 | 17 | 18 | 19 | 20 | 21 | 22 | 23 | 24 | 25 | 26 | 27 | 28 | 29 | 30 |
| --------- | -- | -- | -- | -- | -- | - | -- | -- | - | -- | -- | -- | -- | -- | -- | -- | -- | -- | -- | -- | -- | -- | -- | -- | -- | -- | -- | -- | -- | -- |
| Luogo     | C  | T  | C  | T  | C  | T | C  | T  | T | C  | T  | C  | T  | C  | T  | C  | T  | C  | T  | C  | T  | C  | T  | C  | C  | T  | C  | T  | C  | T  |
| Risultato | P  | P  | P  | N  | V  | V | P  | P  | V | V  | P  | N  | N  | P  | P  | P  | V  | P  | N  | P  | P  | N  | N  | P  | V  | P  | P  | P  | V  | P  |
| Posizione | 13 | 15 | 16 | 16 | 14 | 9 | 12 | 12 | 9 | 9  | 10 | 10 | 10 | 11 | 14 | 14 | 11 | 13 | 14 | 14 | 15 | 15 | 15 | 16 | 14 | 16 | 16 | 16 | 16 | 16 |

Fonte:  Eliteserien 2019, su altomfotball.no, Altomfotball.
Legenda:

Luogo: C = Casa; T = Trasferta. Risultato: V = Vittoria; N = Pareggio; P = Sconfitta.

### Statistiche dei giocatori
| Giocatore         | Eliteserien | Eliteserien | Eliteserien | Eliteserien | Norgesmesterskapet | Norgesmesterskapet | Norgesmesterskapet | Norgesmesterskapet | Coppe europee | Coppe europee | Coppe europee | Coppe europee | Altre coppe | Altre coppe | Altre coppe | Altre coppe | Totale   | Totale | Totale      | Totale     |
| Giocatore         | Presenze    | Reti        | Ammonizioni | Espulsioni  | Presenze           | Reti               | Ammonizioni        | Espulsioni         | Presenze      | Reti          | Ammonizioni   | Espulsioni    | Presenze    | Reti        | Ammonizioni | Espulsioni  | Presenze | Reti   | Ammonizioni | Espulsioni |
| ----------------- | ----------- | ----------- | ----------- | ----------- | ------------------ | ------------------ | ------------------ | ------------------ | ------------- | ------------- | ------------- | ------------- | ----------- | ----------- | ----------- | ----------- | -------- | ------ | ----------- | ---------- |
| Ø. Alseth         | 17          | 1           | 3           | 0           | 4                  | 0                  | 1                  | 0                  |               |               |               |               |             |             |             |             | 21       | 1      | 4           | 0          |
| M. Bakenga        | 12          | 2           | 0           | 0           | 1                  | 0                  | 0                  | 0                  |               |               |               |               |             |             |             |             | 13       | 2      | 0           | 0          |
| E. Barli          | 29          | -53         | 3           | 0           | 3                  | -1                 | 0                  | 0                  |               |               |               |               |             |             |             |             | 32       | -54    | 3           | 0          |
| M. Blakstad       | 26          | 0           | 2           | 0           | 3                  | 2                  | 1                  | 0                  |               |               |               |               |             |             |             |             | 29       | 2      | 3           | 0          |
| V. Erlien         | 10          | 2           | 1           | 0           | 2                  | 0                  | 0                  | 0                  |               |               |               |               |             |             |             |             | 12       | 2      | 1           | 0          |
| A. Foosnæs        | 29          | 1           | 2           | 0           | 4                  | 0                  | 0                  | 0                  |               |               |               |               |             |             |             |             | 33       | 1      | 2           | 0          |
| I. Furu           | 28          | 0           | 1           | 0           | 4                  | 0                  | 1                  | 0                  |               |               |               |               |             |             |             |             | 32       | 0      | 2           | 0          |
| T. Heggem         | 17          | 0           | 3           | 0           | 6                  | 1                  | 1                  | 0                  |               |               |               |               |             |             |             |             | 23       | 1      | 4           | 0          |
| M. Karlsen        | 26          | 7           | 5           | 0           | 3                  | 1                  | 1                  | 0                  |               |               |               |               |             |             |             |             | 29       | 8      | 6           | 0          |
| D. Kvande         | 25          | 1           | 5           | 0           | 5                  | 1                  | 1                  | 0                  |               |               |               |               |             |             |             |             | 30       | 2      | 6           | 0          |
| M. Lenes          | 1           | -2          | 0           | 0           | 4                  | -3                 | 0                  | 0                  |               |               |               |               |             |             |             |             | 5        | -5     | 0           | 0          |
| A. López          | 13          | 2           | 0           | 0           | 2                  | 0                  | 0                  | 0                  |               |               |               |               |             |             |             |             | 15       | 2      | 0           | 0          |
| J. Olsen Øveraas  | 16          | 1           | 1           | 0           | 3                  | 0                  | 0                  | 0                  |               |               |               |               |             |             |             |             | 19       | 1      | 1           | 0          |
| J. Olufsen        | 0           | 0           | 0           | 0           | 1                  | 0                  | 0                  | 0                  |               |               |               |               |             |             |             |             | 1        | 0      | 0           | 0          |
| M. Reginiussen    | 29          | 5           | 5           | 0           | 4                  | 1                  | 0                  | 0                  |               |               |               |               |             |             |             |             | 33       | 6      | 5           | 0          |
| S. Saugestad      | 0           | 0           | 0           | 0           | 0                  | 0                  | 0                  | 0                  |               |               |               |               |             |             |             |             | 0        | 0      | 0           | 0          |
| O. Skarsem        | 21          | 1           | 2           | 0           | 3                  | 2                  | 1                  | 0                  |               |               |               |               |             |             |             |             | 24       | 3      | 3           | 0          |
| O. Solbakken      | 26          | 4           | 4           | 0           | 4                  | 1                  | 0                  | 0                  |               |               |               |               |             |             |             |             | 30       | 5      | 4           | 0          |
| I. Sollie Rønning | 13          | 2           | 0           | 0           | 5                  | 2                  | 0                  | 0                  |               |               |               |               |             |             |             |             | 18       | 4      | 0           | 0          |
| S. Sørløkk        | 6           | 0           | 0           | 0           | 3                  | 0                  | 0                  | 0                  |               |               |               |               |             |             |             |             | 9        | 0      | 0           | 0          |
| M. Stamnestrø     | 1           | 0           | 0           | 0           | 1                  | 0                  | 0                  | 0                  |               |               |               |               |             |             |             |             | 2        | 0      | 0           | 0          |
| Ø. Storflor       | 21          | 1           | 0           | 0           | 4                  | 0                  | 2                  | 0                  |               |               |               |               |             |             |             |             | 25       | 1      | 2           | 0          |
| E. Tolnes Sørhøy  | 3           | 0           | 0           | 0           | 3                  | 0                  | 0                  | 0                  |               |               |               |               |             |             |             |             | 6        | 0      | 0           | 0          |
| E. Tønne          | 20          | 2           | 2           | 0           | 3                  | 1                  | 1                  | 0                  |               |               |               |               |             |             |             |             | 23       | 3      | 3           | 0          |
| E. Valla Dønnem   | 29          | 2           | 4           | 0           | 6                  | 0                  | 2                  | 0                  |               |               |               |               |             |             |             |             | 35       | 2      | 6           | 0          |
| G. Walker         | 0           | 0           | 0           | 0           | 1                  | 1                  | 0                  | 0                  |               |               |               |               |             |             |             |             | 1        | 1      | 0           | 0          |